# Athanasio de Lobera
Fray Athanasio de Lobera (o también Fray Atanasio de Lobera) fue un clérigo benedictino cisterciense  español, historiador del siglo XVI. Nacido en Herce (La Rioja (España)), muere en 1605 en Valladolid. Estuvo como monje en el Monasterio de Santa María de Montederramo en Galicia, trabajó además como cronista de Felipe II (Epistola Historial a Felipe II).

## Obras
Conocido por haber escrito una obra monográfica sobre la provincia de León en el año 1596, titulada Historia de las grandezas de la muy antigua y insigne ciudad y Iglesia de León. Otras obras históricas son: la Cronología de los Reyes de España, impresa en Valladolid en el año 1602, pocos años antes de su muerte.